# 피터 빈트
피터 빈트(Peter Bint, 1983년 8월 10일 ~ )는 영국 출신의 방송인으로 현재 대한민국에 거주 중이며, 다수의 매체를 통해 라디오 진행 및 TV 출연, 영어 교육 강사 등으로 활동중이다.

## 주요 이력
그는 영국령 홍콩에서 영국인 아버지와 한국인 어머니 사이에서 출생하였고 영국 수도 런던에서 성장 후 현재 대한민국 서울에서 거주중이다. 그 자신 또한 자신의 아버지처럼 고서연이라는 대한민국인 여성과 결혼하여 부인과의 사이에는 슬하 1남 1녀가 (아들 지오 벤트, 딸 엘리 벤트) 있다.

## 주요 경력
영국령 홍콩 출생이며 영국에서 킹스컬리지 대학교 학사 학위 취득 후 영국에서 일하던 중 2009년에 대한민국으로 오게 되었고 교통영어방송 TBS eFM에서 출연자로 데뷔 후 아리랑라디오 진행 및 EBS 한국교육방송공사의 다수 프로그램 출연 등 영국/영어교육 전문 방송인으로 활동하고 있으며,최근에는 예능관련 방송에서 활약하며 많은 사랑을 받고 있다.

## 출연작

### TV 프로그램
- MBC 《방송의 날 특집 시청자가 주인이다》
- EBS 《왕초보 영어》
- EBS 《문해 특집 영어 하기 좋은 날》
- KBS1 《이웃집 찰스》
- tvN 《70억의 선택》
- tvN 《벌거벗은 세계사》 : 윈스턴 스펜서 처칠 영국 전 총리의 유년시절 성적표를 번역함.

### 라디오 프로그램
- Arirang Radio 《#dailyk》
- EBS FM 《English go go》
- EBS FM 《English clinic》
- EBS FM 《귀가 트이는 영어》
- KBS Cool FM 《굿모닝 팝스》
- TBS eFM 《The Steve Hatherly Show》

## 학력
- 영국 런던 대학교 킹스 컬리지 생물학과 학사